# 発言権
発言権（はつげんけん）とは、人間が社会において有する発言する権利を指す。人間は会議などといった場によっては発言が許されていないという場合もあり、そのような場においては発言権が与えられた者のみが発言をすることができ、そうして会議が進められるというわけである。国際社会においての日本というのは、国際連合安全保障理事会の常任理事国でないということから多くの発言権が与えられていないということが現状である。株主総会というのは会社法に基づいて、一定の株式を所有した株主のみがその所有している株式の数に応じて発言権を与えられた上で出席できるということになっている。